# LOVE 2000 (安室奈美恵の曲)
「LOVE 2000」（ラヴ・トゥーサウザンド）は、日本の元女性歌手、安室奈美恵の単独名義では16枚目のシングル。小室哲哉プロデュースによる楽曲である。

## 解説
- 前作「SOMETHING 'BOUT THE KISS」に引き続き、コーセーVISEE CMソング。
- 本作からマキシシングルのみの発売となる。
- CDは初回盤のみ「LOVE 2000 (SYSTEM BREAKDOWN REMIX)」が収録されている。
- 振り付けは当時活動休止中であったTRFのCHIHARUが担当。初披露はテレビ朝日の「ミュージックステーションスーパーライブ99」であり、ETSUとCHIHARUも一緒に出演していた。
- この曲ではイントロを始め、随所にバッハの「小フーガ ト短調」のフレーズが引用されている。
- 楽曲には元プリンスファミリーのシーラ・Eも参加している。

## 収録曲

### CD
1. LOVE 2000 (STRAIGHT RUN)
作詞：小室哲哉, Sheila E., Lynn Mabry, 前田たかひろ
作曲・編曲：小室哲哉, Sheila E., Lynn Mabry
2. LOVE 2000 (SYSTEM BREAKDOWN REMIX)
初回生産盤のみ収録。
3. ASKING WHY
作詞：NICO
作曲：小室哲哉
編曲：小室哲哉＆久保こーじ
4. LOVE 2000 (INSTRUMENTAL)
5. ASKING WHY (INSTRUMENTAL)

### アナログ盤
SIDE-A
1. LOVE 2000 (STARAIGHT RUN)

SIDE-B
1. LOVE 2000 (SYSTEM BREAKDOWN REMIX)
2. LOVE 2000 (INSTRUMENTAL)

## 収録作品
- LOVE 2000
CD
  - オリジナル『GENIUS 2000』
  - ベスト『LOVE ENHANCED ♥ single collection』(new mix)
    - アレンジを変更して収録。

映像作品
  - ライヴ『NAMIE AMURO TOUR “GENIUS 2000”』（VHS・DVD）
  - PV集『filmography』（VHS・DVD）
    - 『181920 films + filmography』（DVD）についても同様である。

  - ライヴ『namie amuro tour 2001 break the rules』（DVD・ファンクラブ限定盤）
  - ライヴ『namie amuro SO CRAZY tour featuring BEST singles 2003-2004』（DVD）
  - ライヴ『Space of Hip-Pop -namie amuro tour 2005-』（DVD・Blu-ray）

- ASKING WHY
  - オリジナル『GENIUS 2000』